# Cyrthermannia simplex
Cyrthermannia simplex är en kvalsterart som beskrevs av Sandór Mahunka 1985. Cyrthermannia simplex ingår i släktet Cyrthermannia och familjen Nanhermanniidae. Inga underarter finns listade i Catalogue of Life.